# 第72师团 (日本陆军)
第72师团（だいななじゅうにしだん）是大日本帝國陸軍师团之一。

## 沿革
1944年（昭和19年）4月4日以留守第2师团为基础在仙台編成。然而此时内地残存的师团，仅有在1943年（昭和18年）5月14日所编成的师团中的第43师团、第47师团、近衛第1师团3個师团，并且第43师团为进行絕對國防圈的守备任务而被预定派驻于塞班島。
第72师团最初在東部軍的指揮下驻扎在仙台地区。1945年（昭和20年）2月1日编入新設立的第11方面軍作戰序列并移驻福島，機動打撃师团预备对関東或者青森的增援，防备本土決戰，并由此迎来終战。

## 师团概要

### 歴代师团長
- 大賀茂 中将：1944年4月6日 -
- 重田德松 中将：1944年7月8日 -
- 千葉熊治 中将：1944年4月7日 - 終战

### 最終所属部隊
- 步兵第134联队（仙台）：鈴木精一大佐
- 步兵第152联队（山形）：山崎文一郎大佐
- 步兵第155联队（若松）：西岡貴一大佐
- 野砲兵第72联队：岩本東三中佐
- 工兵第72联队：山橋義明中佐
- 輜重兵第72联队：小林正男少佐
- 第72师团速射砲隊：城光寺崇夫少佐
- 第72师团通信隊：伊藤幸一少佐